# Pang Qianyu
Pang Qianyu (en chino: 庞倩玉; Shaoshan, 13 de noviembre de 1996) es una deportista china que compite en lucha libre.
Participó en dos Juegos Olímpicos de Verano, obteniendo dos medallas, plata en Tokio 2020 y bronce en París 2024, en la categoría de 53 kg.
Ganó dos medallas de bronce en el Campeonato Mundial de Lucha, en los años 2018 y 2019, y una medalla de oro en el Campeonato Asiático de Lucha de 2016.

## Palmarés internacional
| Juegos Olímpicos    | Juegos Olímpicos       | Juegos Olímpicos  | Juegos Olímpicos |
| Año                 | Lugar                  | Medalla           | Categoría        |
| ------------------- | ---------------------- | ----------------- | ---------------- |
| 2020                | Tokio (Japón)          | Medalla de plata  | 53 kg            |
| 2024                | París (Francia)        | Medalla de bronce | 53 kg            |
| Campeonato Mundial  |                        |                   |                  |
| Año                 | Lugar                  | Medalla           | Categoría        |
| 2018                | Budapest (Hungría)     | Medalla de bronce | 53 kg            |
| 2019                | Nursultán (Kazajistán) | Medalla de bronce | 53 kg            |
| Campeonato Asiático |                        |                   |                  |
| Año                 | Lugar                  | Medalla           | Categoría        |
| 2016                | Bangkok (Tailandia)    | Medalla de oro    | 53 kg            |